# Abraham (patriarcha Jerozolimy)
Abraham – prawosławny patriarcha Jerozolimy w 1468 r.